# Каликратис (закон)
„Каликратис“ (на гръцки: Νόμος или Σχέδιο Καλλικράτης) е закон за административно-териториалното деление на Гърция, приет от правителството на ПАСОК на 27 май 2010 и влязъл в сила от 1 януари 2011 година. Със закона „Каликратис“ се намаляват значително административните единици в страната с цел пестене на разходи и съкращаване на бюрокрацията.

## История
До 2010 година в сила е административното деленение въведено със закона „Каподистрияс“ в 1997 година, който е критикуван още от самото му приемане. Години наред са обсъждани варианти за промени под названието „Каподистрияс ІІ“. Идването на власт на социалистическото правителство на ПАСОК през октомври 2009 година и гръцката финансова криза правят необходимостта от спешна реформа належаща. Проблемите с неефективността на публичната администрация влизат в публичния дебат. Международният валутен фонд и Европейската комисия поставят като условие за финансова подкрепа на Гърция сериозни и дълбоки спестявания и реформи в администрацията.
В 2019 година е променен със закона „Клистенис I“.

## Разпоредби
Петте административни нива в Гъция се свеждат до три
- Първото ниво на местното самоуправление е демът. Съществуващите 1034 дема и общини се обединяват в 370. Всички острови без Крит и Евбея са един-единствен дем. Демът се управлява от кмет (демарх) и демов съвет, които се избират за пет години с всеобщо гласуване от гражданите и постоянно пребиваващите. Всички деми се разделят на секции, наречени „община“ (кинотита), които избират свои местни съвети, но тяхната функция е единствено съвещателна, тъй като не могат да взимат решения.
- Второто ниво на местното самоуправление е областта (периферия), която се ръководи от управител и областен съвет, избирани за пет години с всеобщо гласуване. Всяка област е разделена на „областни единици“, които съвпадат (с изключение на островите) с дотогавашните 54 нома, но управителите им се назначават от областния управител.
- Третото административно ниво е „децентрализираната администрация“, която не е част от местното самоуправление, тъй като управителят ѝ („генерален секретар“) се назначава от правителството в Атина. Съветът му, в който влизат областните управители и представителите на демите, е съвещателен орган.
- Света гора е изключена от горните разпоредби и запазва своята автономия.

## Последици
- Числото на щатовете в местното самоуправление са намалява от 6000 на 2000 души.[1]
- Числото на изборните длъжности се намалява наполовина: на кметовете с 80%, на съветниците от 50 000 на 25 000.[2]
- Според съобщения в медиите 200 000 служители ще са засегнати от закона.[3]
- Според изчисленията законът ще донесе 1,8 милиарда евро спестяване.[4]

## Приемане и реакция
Законопроектът е приет на 28 април 2010 от съвета на министрите и е внесен в парламента от министъра на вътрешните работи, децентрализацията и е-правителството Янис Рагусис.
| „ | Планът означава край на една ера в най-централизираната европейска страна и начало на нов курс. Сега има общ консенсус, че разхитителната, клиентелистка, централизирана и неефективна държава е причината за гръцките проблеми, с които страната се сблъсква днес. | “ |

Законопроектът е внесен в парламента на 21 май и приет на 27. Според вестник „Адесмевтос Типос“ законът предизвиква „гражданска война“. На 3 май 2010 обществени служители и заети в държавната администрация протестират срещу проектозакона. Протести пред парламента има и по време на обсъждането на законопроекта.

## Административно деление

### Администрация Атика
- Столица: Атина
- Области: 1

| Карта           | Област                                                          | Областни единици | Деми |
| --------------- | --------------------------------------------------------------- | --- | --- |
|                 | Атика Площ: 3808 km² Население (2001): 3 761 810 Столица: Атина | Северна Атина | Агия Параскеви • Врилисия • Ираклио • Кифисия • Ликовриси-Певки • Маруси • Метаморфоси • Неа Йония • Папагу-Холаргос • Пендели • Филотеи-Психико • Халандри |
| Западна Атина   | Атика Площ: 3808 km² Население (2001): 3 761 810 Столица: Атина | Агия Варвара • Агии Анаргири-Каматеро • Егалео • Илио • Перистери • Петруполи • Хайдари                                                                                | |
| Централна Атина | Атика Площ: 3808 km² Население (2001): 3 761 810 Столица: Атина | Атина • Виронас • Дафни-Имитос • Галаци • Зографу • Илиуполи • Кесариани • Филаделфия-Халкидона                                                                        | |
| Южна Атина      | Атика Площ: 3808 km² Население (2001): 3 761 810 Столица: Атина | Агиос Димитриос • Алимос • Глифада • Елинико-Аргируполи • Калитеа • Мосхато - Таврос • Неа Смирни • Палео Фалиро                                                       | |
| Източна Атика   | Атика Площ: 3808 km² Население (2001): 3 761 810 Столица: Атина | Ахарнес • Вари-Вула-Вулягмени • Дионисос • Кропия • Лавреотики • Маратон • Маркопуло Месогеяс • Пеания • Палини • Рафина-Пикерми • Сароникос • Спата-Артемида • Оропос | |
| Западна Атика   | Атика Площ: 3808 km² Население (2001): 3 761 810 Столица: Атина | Аспропиргос • Елевсина • Мандра-Идилия • Мегара • Фили | |
| Пирея           | Атика Площ: 3808 km² Население (2001): 3 761 810 Столица: Атина | Керацини-Драпецона • Коридалос • Никея-Агиос Йоанис Рендис • Пирея • Перама •                                                                                          | |
| Острови         | Атика Площ: 3808 km² Население (2001): 3 761 810 Столица: Атина | Ангистри • Егина • Китира • Порос • Саламина • Спецес • Тризина • Хидра (Идра)                                                                                         | |

### Администрация Македония – Тракия
- Столица: Солун (Тесалоники)
- Области: 2

| Карта              | Област                                                                                               | Областни единици | Деми                                                                                     |
| ------------------ | --- | --- | ---------------------------------------------------------------------------------------- |
|                    | Източна Македония и Тракия Площ: 14 157 km² Население (2001): 611 067 Столица: Гюмюрджина (Комотини) | Драма | Бук (Паранести) • Доксат (Доксато) • Драма • Неврокоп (Неврокопи) • Просечен (Просоцани) |
| Еврос              | Източна Македония и Тракия Площ: 14 157 km² Население (2001): 611 067 Столица: Гюмюрджина (Комотини) | Дедеагач (Александруполи) • Димотика (Дидимотихо) • Орестиада • Самотраки • Софлу (Суфли) |                                                                                          |
| Кавала             | Източна Македония и Тракия Площ: 14 157 km² Население (2001): 611 067 Столица: Гюмюрджина (Комотини) | Кавала • Кушница (Пангео) • Места (Нестос) • |                                                                                          |
| Ксанти             | Източна Македония и Тракия Площ: 14 157 km² Население (2001): 611 067 Столица: Гюмюрджина (Комотини) | Абдера (Авдира) • Ксанти • Мустафчово (Мики) • Топирос |                                                                                          |
| Родопи             | Източна Македония и Тракия Площ: 14 157 km² Население (2001): 611 067 Столица: Гюмюрджина (Комотини) | Гюмюрджина (Комотини) • Козлу Кебир (Ариана) • Марония-Шапчи • Ясъкьой (Ясмос) |                                                                                          |
| Тасос              | Източна Македония и Тракия Площ: 14 157 km² Население (2001): 611 067 Столица: Гюмюрджина (Комотини) | Тасос |                                                                                          |
|                    | Централна Македония Площ: 18 811 km² Население (2001): 1 874 214 Столица: Солун (Тесалоники)         | Иматия | Алексдандрия (Гида) • Бер (Верия) • Негуш (Науса)                                        |
| Кукуш (Килкис)     | Централна Македония Площ: 18 811 km² Население (2001): 1 874 214 Столица: Солун (Тесалоники)         | Кукуш (Килкис) • Пеония |                                                                                          |
| Пела               | Централна Македония Площ: 18 811 km² Население (2001): 1 874 214 Столица: Солун (Тесалоники)         | Воден (Едеса) • Въртокоп (Скидра) • Мъглен (Алмопия) • Пела |                                                                                          |
| Пиерия             | Централна Македония Площ: 18 811 km² Население (2001): 1 874 214 Столица: Солун (Тесалоники)         | Дион-Олимп • Катерини • Пидна-Колиндрос |                                                                                          |
| Солун (Тесалоники) | Централна Македония Площ: 18 811 km² Население (2001): 1 874 214 Столица: Солун (Тесалоники)         | Амбелокипи-Менемени • Бешичко езеро (Волви) • Даутбал (Ореокастро) • Делта • Илиджиево (Халкидона) • Каламария • Корделио-Харманкьой • Лъгадина (Лангадас) • Неаполи-Сикиес • Павлос Мелас • Пилеа – Хортач (Пилеа-Хортиатис) • Солун • Солунски залив (Термайкос) • Терми (Седес) |                                                                                          |
| Сяр (Серес)        | Централна Македония Площ: 18 811 km² Население (2001): 1 874 214 Столица: Солун (Тесалоники)         | Амфиполи • Висалтия • Довища • Долна Джумая (Ираклия) • Зиляхово (Неа Зихни) • Синтика • Сяр (Серес) |                                                                                          |
| Халкидики          | Централна Македония Площ: 18 811 km² Население (2001): 1 874 214 Столица: Солун (Тесалоники)         | Аристотел • Касандра • Неа Пропонтида • Полигирос • Ситония |                                                                                          |

### Администрация Епир – Западна Македония
- Столица: Янина
- Области: 2

| Карта             | Област                                                                              | Областни единици                                                             | Деми                                                               |
| ----------------- | ----------------------------------------------------------------------------------- | ---------------------------------------------------------------------------- | ------------------------------------------------------------------ |
|                   | Епир Площ: 9203 km² Население (2001): 353 820 Столица: Янина                        | Арта                                                                         | Арта • Георгиос Караискакис • Николаос Скуфас • Централна Дзумерка |
| Превеза           | Епир Площ: 9203 km² Население (2001): 353 820 Столица: Янина                        | Зирос • Парга • Превеза                                                      |                                                                    |
| Теспротия         | Епир Площ: 9203 km² Население (2001): 353 820 Столица: Янина                        | Игуменица • Сули • Филятес                                                   |                                                                    |
| Янина             | Епир Площ: 9203 km² Население (2001): 353 820 Столица: Янина                        | Додони • Загори • Зица • Коница • Мецово • Погони • Северна Дзумерка • Янина |                                                                    |
|                   | Западна Македония Площ: 9451 km² Население (2001): 301 522 Столица: Кожани (Козани) | Гревена                                                                      | Гревена • Дескати                                                  |
| Кожани (Козани)   | Западна Македония Площ: 9451 km² Население (2001): 301 522 Столица: Кожани (Козани) | Горуша (Войо) • Еордея • Кожани (Козани) • Сервия-Велвендо                   |                                                                    |
| Костур (Кастория) | Западна Македония Площ: 9451 km² Население (2001): 301 522 Столица: Кожани (Козани) | Костур (Кастория) • Нестрам (Несторио) • Хрупища                             |                                                                    |
| Лерин (Флорина)   | Западна Македония Площ: 9451 km² Население (2001): 301 522 Столица: Кожани (Козани) | Лерин (Флорина) • Преспа • Суровичево (Аминдео)                              |                                                                    |

### Администрация Тесалия – Централна Гърция
- Столица: Лариса
- Области: 2

| Карта               | Област                                                                     | Областни единици                                                                                            | Деми                                                                       |
| ------------------- | -------------------------------------------------------------------------- | --- | -------------------------------------------------------------------------- |
|                     | Тесалия Площ: 14 037 km² Население (2001): 753 888 Столица: Лариса         | Кардица | Аргитеа • Кардица • Музаки • Паламас • Софадес • Язовир Пластирас          |
| Лариса              | Тесалия Площ: 14 037 km² Население (2001): 753 888 Столица: Лариса         | Агия • Еласона • Килелер • Лариса • Темпа • Тирнавос • Фарсала                                              |                                                                            |
| Магнезия (Магнисия) | Тесалия Площ: 14 037 km² Население (2001): 753 888 Столица: Лариса         | Алмирос • Волос • Загора-Муреси • Южен Пелион • Ригас Фереос                                                |                                                                            |
| Споради             | Тесалия Площ: 14 037 km² Население (2001): 753 888 Столица: Лариса         | Алонисос • Скиатос • Скопелос                                                                               |                                                                            |
| Трикала             | Тесалия Площ: 14 037 km² Население (2001): 753 888 Столица: Лариса         | Метеора • Пили • Трикала • Фаркадона                                                                        |                                                                            |
|                     | Централна Гърция Площ: 15 549 km² Население (2001): 605 329 Столица: Ламия | Беотия (Виотия)                                                                                             | Алиартос • Дистомо-Арахова-Антикира • Ливадия • Орхоменос • Танагра • Тива |
| Евбея (Евия)        | Централна Гърция Площ: 15 549 km² Население (2001): 605 329 Столица: Ламия | Дирфис-Месапия • Еретрия • Истиеа - Едипсос • Каристос • Кими-Аливери • Мантуди-Агия Ана • Скирос • Халкида |                                                                            |
| Евритания           | Централна Гърция Площ: 15 549 km² Население (2001): 605 329 Столица: Ламия | Аграфа • Карпениси                                                                                          |                                                                            |
| Фокида              | Централна Гърция Площ: 15 549 km² Население (2001): 605 329 Столица: Ламия | Делфи • Дорида                                                                                              |                                                                            |
| Фтиотида            | Централна Гърция Площ: 15 549 km² Население (2001): 605 329 Столица: Ламия | Амфиклия-Елатия • Домокос • Ламия • Локри • Макракоми • Молос-Агиос Константинос • Стилида                  |                                                                            |

### Администрация Пелопонес – Западна Гърция – Йонийски острови
- Столица: Патра
- Области: 3

| Карта             | Област                                                                   | Областни единици                                                                        | Деми                                                                           |
| ----------------- | ------------------------------------------------------------------------ | --------------------------------------------------------------------------------------- | ------------------------------------------------------------------------------ |
|                   | Пелопонес Площ: 15 490 km² Население (2001): 638 942 Столица: Триполи    | Арголида                                                                                | Аргос-Микена • Епидавър • Ермионида • Навплио                                  |
| Аркадия           | Пелопонес Площ: 15 490 km² Население (2001): 638 942 Столица: Триполи    | Гортиния • Мегалополи • Северна Кинурия • Триполи • Южна Кинурия                        |                                                                                |
| Коринтия          | Пелопонес Площ: 15 490 km² Население (2001): 638 942 Столица: Триполи    | Вело-Воха • Ксилокастро-Евростини • Коринт • Лутраки-Агии Теодори • Немея • Сикиония    |                                                                                |
| Лакония           | Пелопонес Площ: 15 490 km² Население (2001): 638 942 Столица: Триполи    | Евротас • Елафонисос • Източен Мани • Монемвасия • Спарта (Спарти)                      |                                                                                |
| Месения (Месиния) | Пелопонес Площ: 15 490 km² Население (2001): 638 942 Столица: Триполи    | Западен Мани • Ихалия • Каламата • Месена (Месини) • Пилос-Несторас • Трифилия          |                                                                                |
|                   | Западна Гърция Площ: 11 350 km² Население (2001): 740 506 Столица: Патра | Етолоакарнания                                                                          | Агринио • Актио-Воница • Амфилохия • Термо • Месолонги • Ксиромеро • Навпактия |
| Ахая              | Западна Гърция Площ: 11 350 km² Население (2001): 740 506 Столица: Патра | Еримантос • Егялия • Западна Ахая • Калаврита • Патра                                   |                                                                                |
| Илия              | Западна Гърция Площ: 11 350 km² Население (2001): 740 506 Столица: Патра | Андравида-Килини • Андрицена-Крестена • Археа Олимпия • Захаро • Илида • Пиния • Пиргос |                                                                                |
|                   | Йонийски острови Площ: 2307 km² Население (2001): 212 984 Столица: Корфу | Закинтос                                                                                | Закинтос                                                                       |
| Корфу (Керкира)   | Йонийски острови Площ: 2307 km² Население (2001): 212 984 Столица: Корфу | Корфу • Пакси                                                                           |                                                                                |
| Кефалония         | Йонийски острови Площ: 2307 km² Население (2001): 212 984 Столица: Корфу | Кефалония                                                                               |                                                                                |
| Итака (Итаки)     | Йонийски острови Площ: 2307 km² Население (2001): 212 984 Столица: Корфу | Итака (Итаки)                                                                           |                                                                                |
| Левкада           | Йонийски острови Площ: 2307 km² Население (2001): 212 984 Столица: Корфу | Левкада • Меганиси                                                                      |                                                                                |

### Администрация Егей
- Столица: Пирея
- Области: 2

| Карта    | Област                                                                  | Областни единици                                          | Деми           |
| -------- | ----------------------------------------------------------------------- | --------------------------------------------------------- | -------------- |
|          | Северен Егей Площ: 3836 km² Население (2001): 206 121 Столица: Митилини | Икария                                                    | Икария • Фурни |
| Лесбос   | Северен Егей Площ: 3836 km² Население (2001): 206 121 Столица: Митилини | Лесбос                                                    |                |
| Лемнос   | Северен Егей Площ: 3836 km² Население (2001): 206 121 Столица: Митилини | Агиос Евстратиос • Лемнос                                 |                |
| Самос    | Северен Егей Площ: 3836 km² Население (2001): 206 121 Столица: Митилини | Самос                                                     |                |
| Хиос     | Северен Егей Площ: 3836 km² Население (2001): 206 121 Столица: Митилини | Инусес • Хиос • Псара                                     |                |
|          | Южен Егей Площ: 5286 km² Население (2001): 302 686 Столица: Ермуполи    | Андрос                                                    | Андрос         |
| Тира     | Южен Егей Площ: 5286 km² Население (2001): 302 686 Столица: Ермуполи    | Анафи • Санторини (Тира) • Йос • Сикинос – Фолегандрос    |                |
| Калимнос | Южен Егей Площ: 5286 km² Население (2001): 302 686 Столица: Ермуполи    | Агатониси • Астипалеа • Калимнос • Липси • Лерос • Патмос |                |
| Карпатос | Южен Егей Площ: 5286 km² Население (2001): 302 686 Столица: Ермуполи    | Карпатос • Касос                                          |                |
| Кос      | Южен Егей Площ: 5286 km² Население (2001): 302 686 Столица: Ермуполи    | Кос • Нисирос                                             |                |
| Милос    | Южен Егей Площ: 5286 km² Население (2001): 302 686 Столица: Ермуполи    | Кимолос • Милос • Серифос • Сифнос                        |                |
| Миконос  | Южен Егей Площ: 5286 km² Население (2001): 302 686 Столица: Ермуполи    | Миконос                                                   |                |
| Наксос   | Южен Егей Площ: 5286 km² Население (2001): 302 686 Столица: Ермуполи    | Аморгос • Наксос и Малки Циклади                          |                |
| Парос    | Южен Егей Площ: 5286 km² Население (2001): 302 686 Столица: Ермуполи    | Антипарос • Парос                                         |                |
| Родос    | Южен Егей Площ: 5286 km² Население (2001): 302 686 Столица: Ермуполи    | Кастелоризо (Мегисти) • Родос • Сими • Тилос • Халки      |                |
| Сирос    | Южен Егей Площ: 5286 km² Население (2001): 302 686 Столица: Ермуполи    | Кеа • Китинос • Сирос-Ермуполи                            |                |
| Тинос    | Южен Егей Площ: 5286 km² Население (2001): 302 686 Столица: Ермуполи    | Тинос                                                     |                |

### Администрация Крит
- Столица: Ираклио
- Области: 1

| Карта   | Област                                                         | Областни единици                                                            | Деми                                                                                              |
| ------- | -------------------------------------------------------------- | --------------------------------------------------------------------------- | ------------------------------------------------------------------------------------------------- |
|         | Крит Площ: 8336 km² Население (2001): 601 131 Столица: Ираклио | Ираклио                                                                     | Арханес-Астерусия • Вианос • Гортина • Ираклио • Малевизио • Миноас Педиада • Фестос • Херсонисос |
| Ласити  | Крит Площ: 8336 km² Население (2001): 601 131 Столица: Ираклио | Агиос Николаос • Йерапетра • Оропедио Ласитиу • Сития                       |                                                                                                   |
| Ретимно | Крит Площ: 8336 km² Население (2001): 601 131 Столица: Ираклио | Агиос Василиос • Амари – Аногия • Милопотамос • Ретимно                     |                                                                                                   |
| Ханя    | Крит Площ: 8336 km² Население (2001): 601 131 Столица: Ираклио | Апокоронас • Гавдос • Канданос-Селино • Кисамос • Платанияс • Сфакия • Ханя |                                                                                                   |